# Herbert Fröhlich
Herbert Fröhlich (Rexingen, 9 de dezembro de 1905 — Liverpool, 23 de janeiro de 1991) foi um físico teuto-britânico.
Foi eleito membro da Royal Society em 1951.
Filho de Fanny Frida (nascida Schwarz) e Jakob Julius Fröhlich, membros de uma família judaica.

## Condecorações
- 1951 Membro da Royal Society
- 1972 Medalha Max Planck